# 개미자리
개미자리(문화어: 개미나물)는 석죽과에 속하는 두해살이풀이다. 한국·중국·일본 등 동아시아의 온대와 인도·네팔 등에 분포한다.

## 생태
줄기는 흩어지듯 벌어져 나며, 가지가 많이 갈라지고 비스듬히 올라가며 높이 약 10cm에 달한다. 상부에 짧은 선모(腺毛)가 있다. 잎은 마주나고 잎자루가 없고 줄 모양이며 끝이 날카롭고 밑쪽은 서로 합쳐져 마디를 둘러싼다. 백색의 꽃이 6-8월에 피는데 줄기 위 잎겨드랑이에서 긴 꽃자루가 나와 꽃자루 끝에 각 1송이씩 피며 꽃자루에 짧은 선모가 있다. 열매는 삭과로 넓은 달걀형이며 끝이 5갈래로 갈라지고 꽃받침이 있으며 씨는 작고 전면에 작은 돌기가 퍼진다.

## 사진

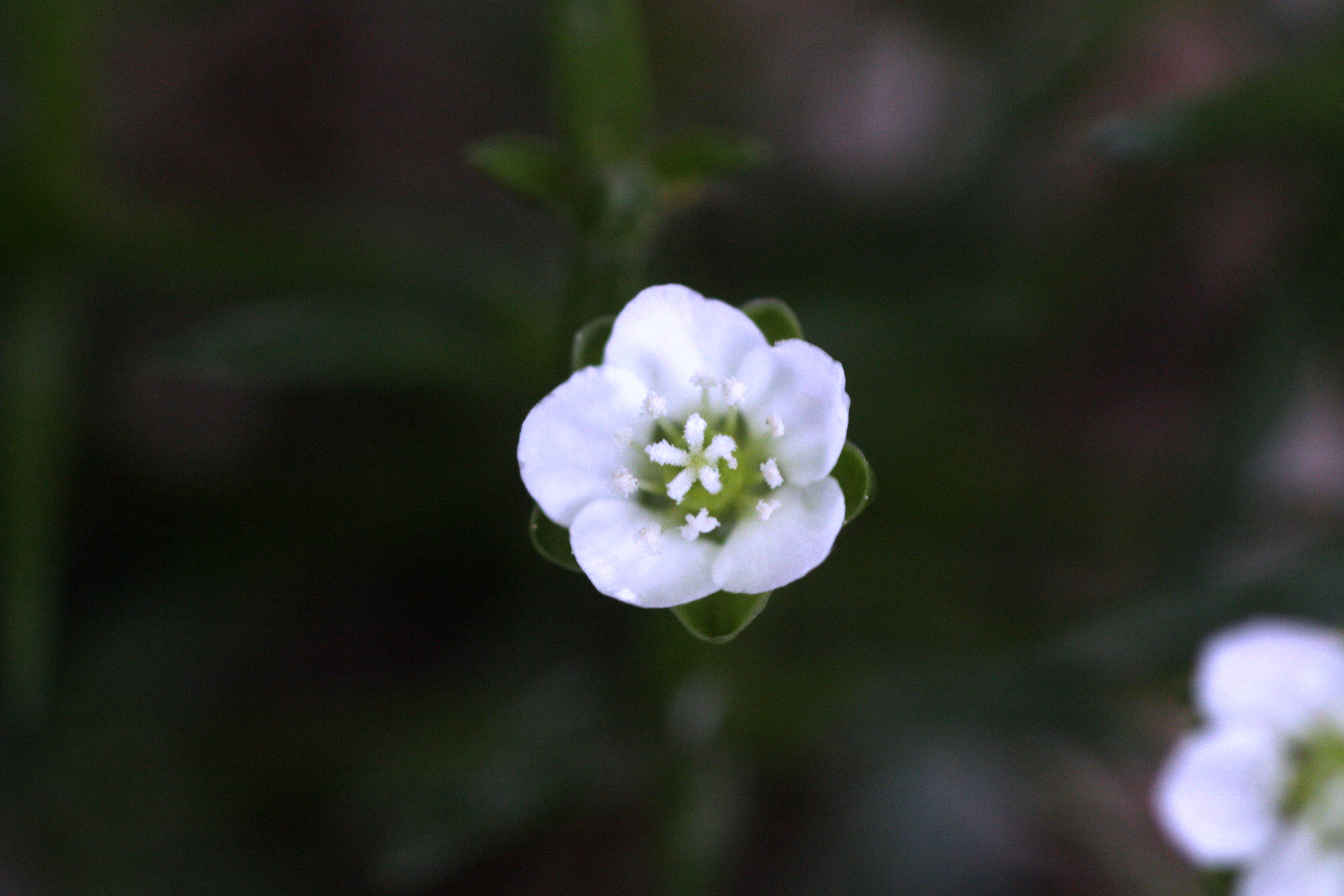
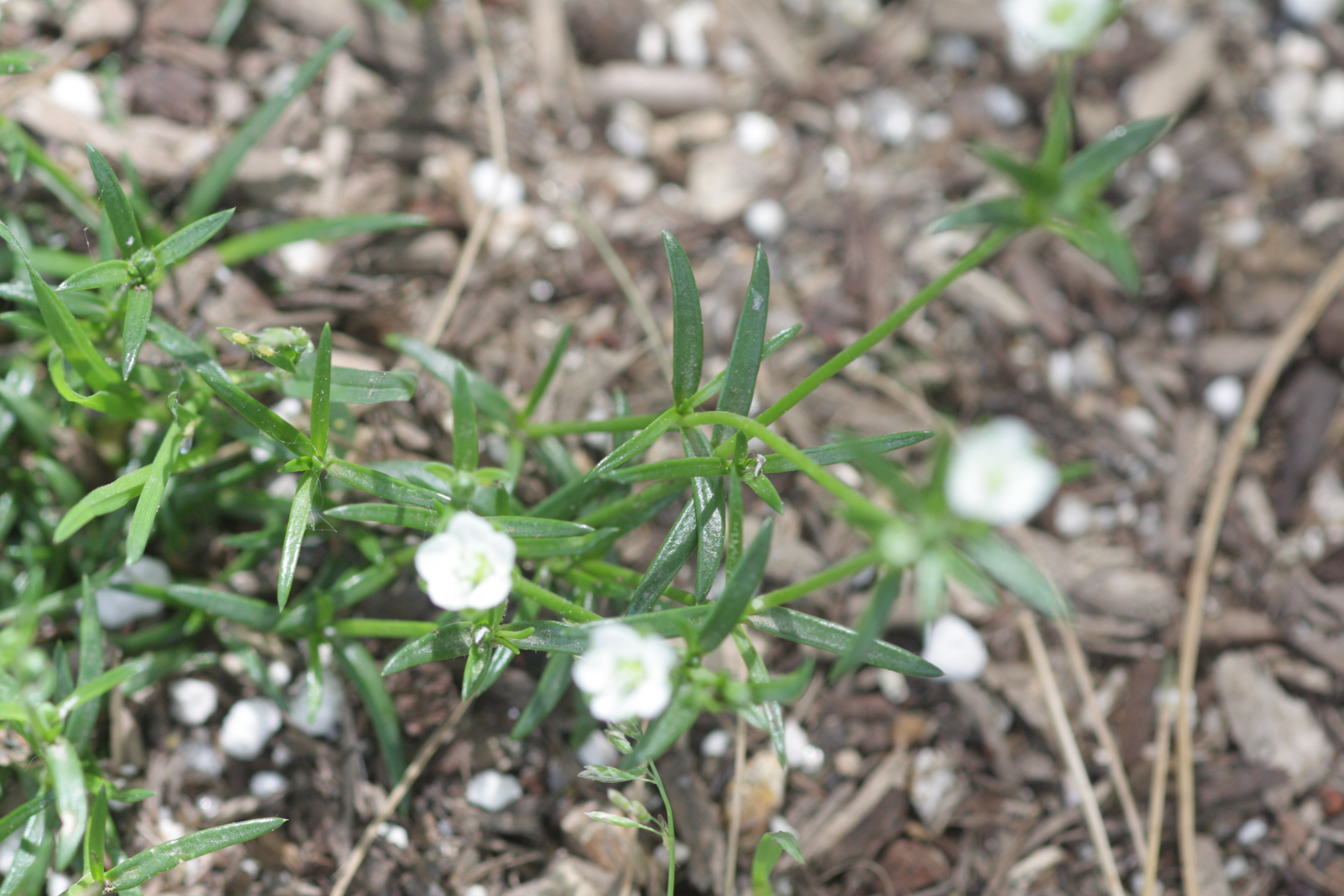
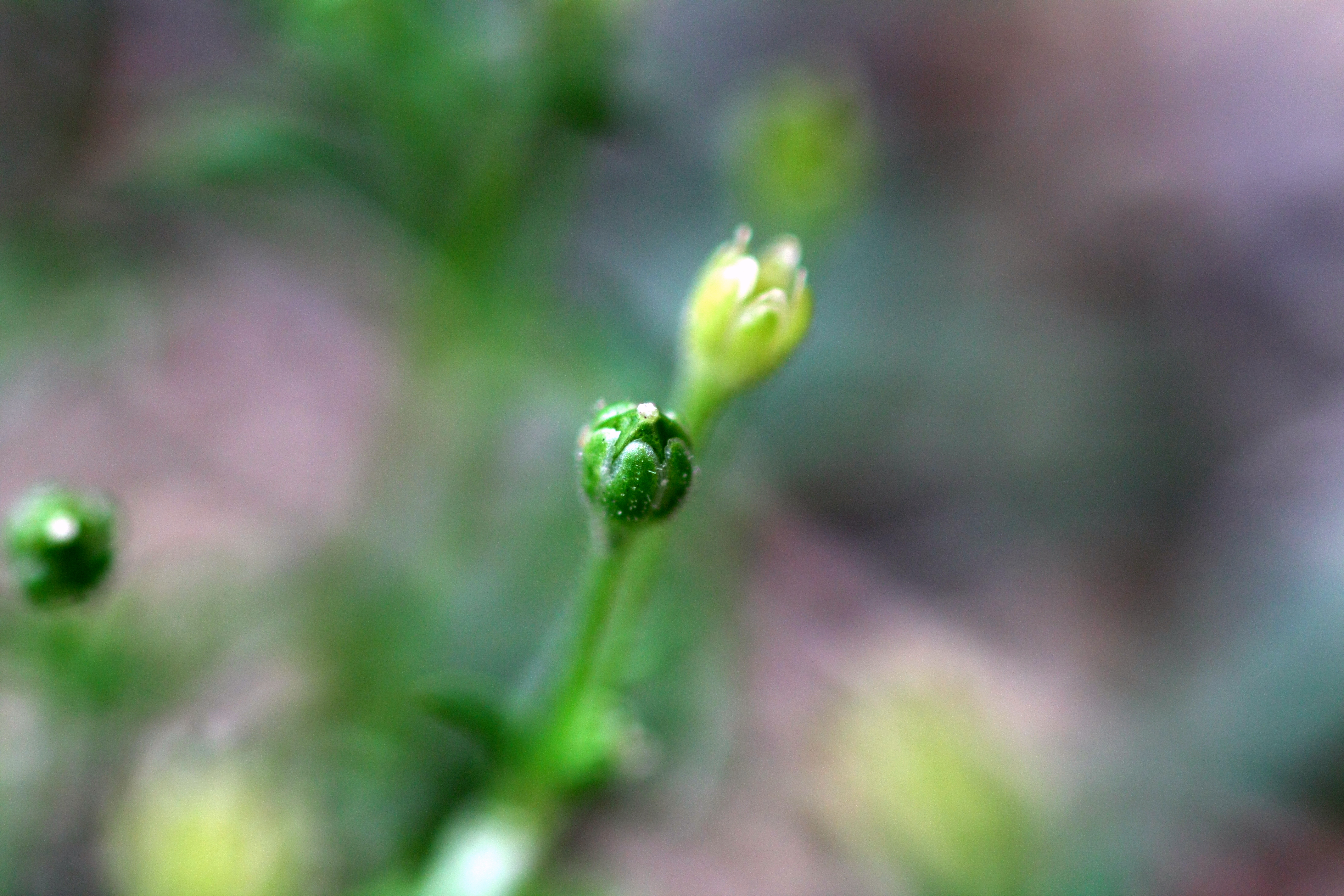

- 꽃
- 잎
- 열매

## 참고 문헌
- 이 문서에는 다음커뮤니케이션(현 카카오)에서 GFDL 또는 CC-SA 라이선스로 배포한 글로벌 세계대백과사전의 내용을 기초로 작성된 글이 포함되어 있습니다.